# Corsetto

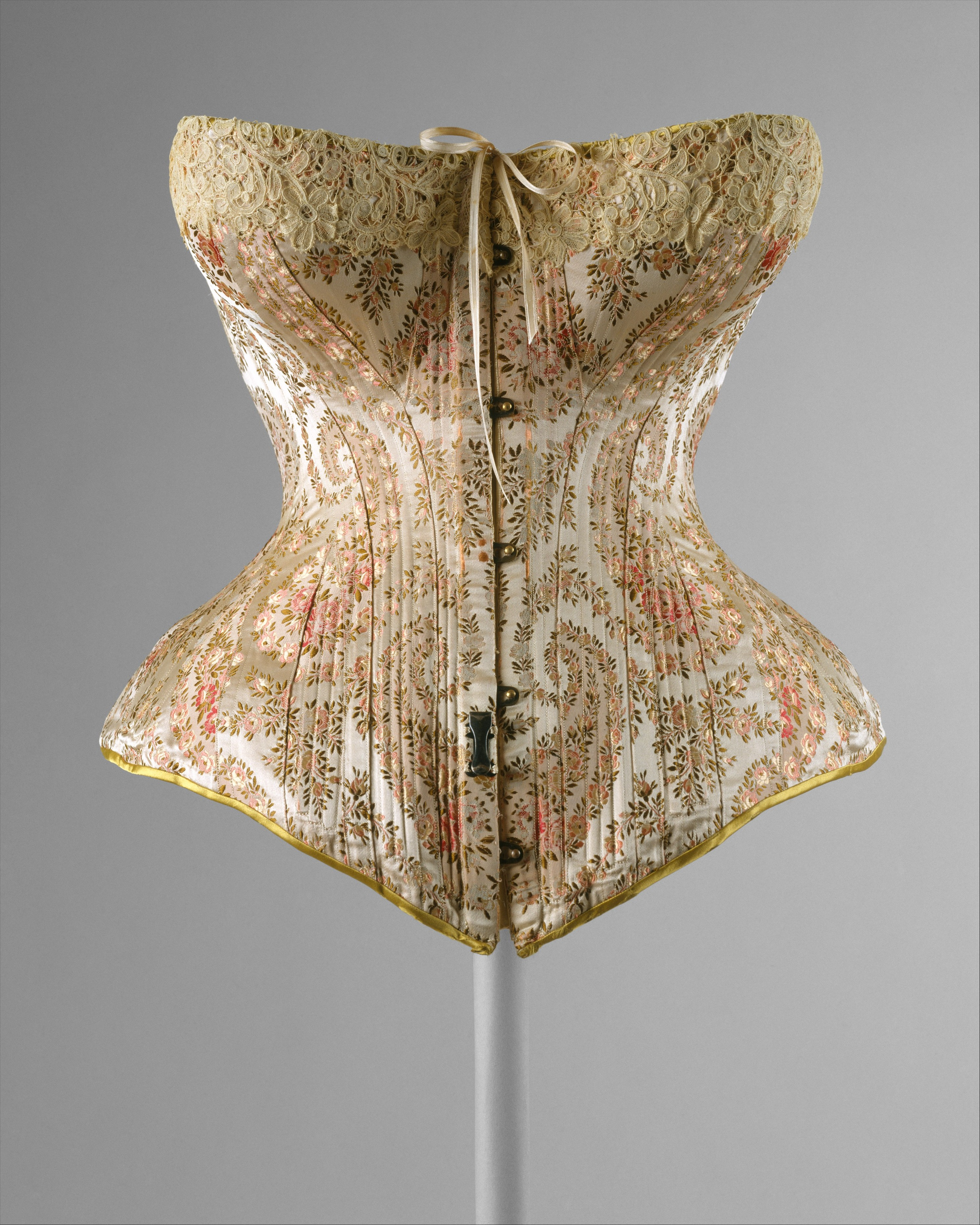
Corsetto francese del 1891

Il corsetto, anche detto busto o bustino, è il nome con cui vengono indicati sia il busto correttivo applicato per risolvere problemi di natura ortopedica (che insorgono durante l'adolescenza), sia un indumento prevalentemente femminile composto di tessuto rinforzato da stecche. Importante non confondere il busto, che copre tutto il torace, col reggiseno, che serve appunto a sostenere il seno femminile.

## Storia

### Antichità e culture tribali

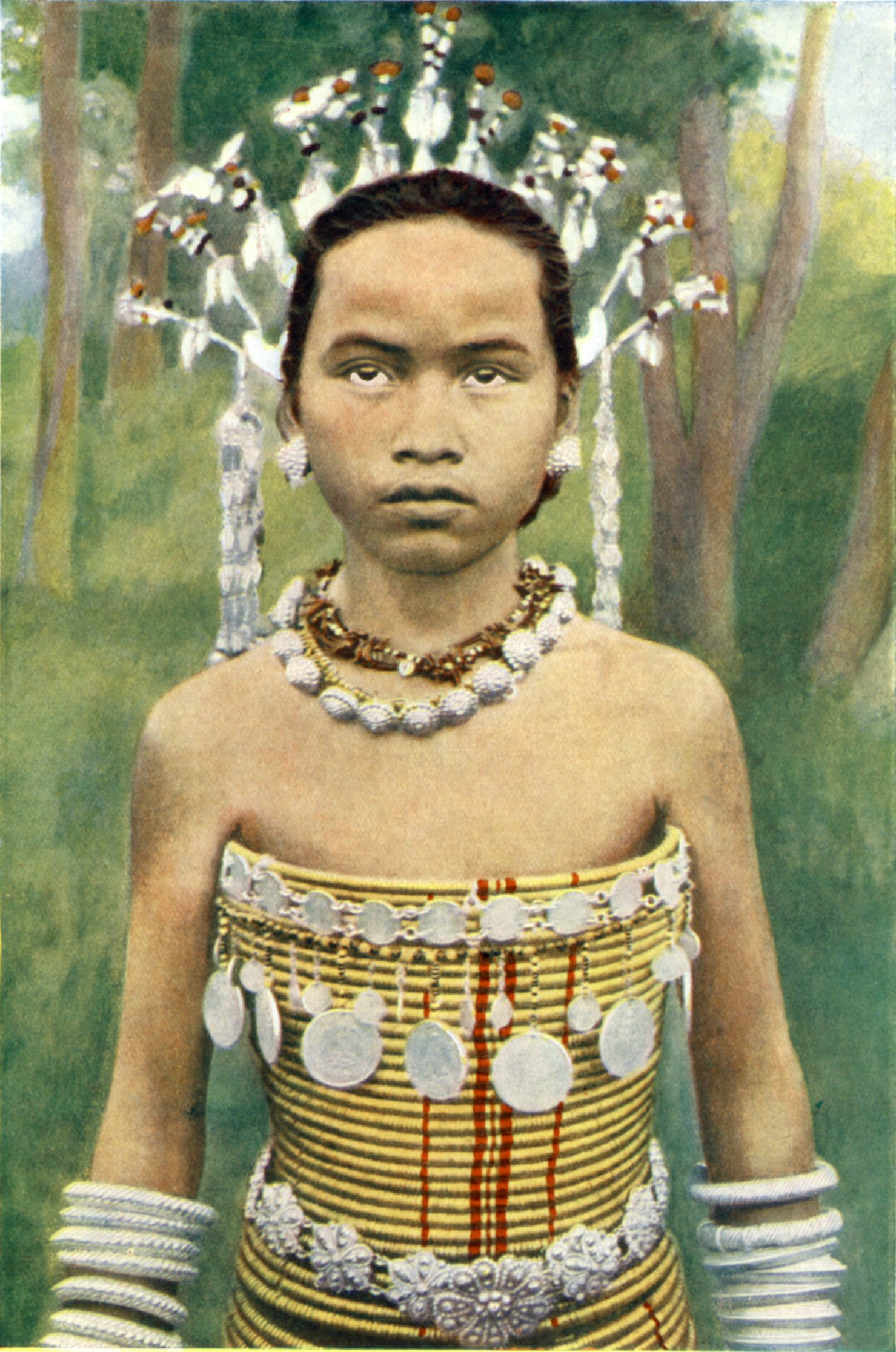
Ragazza Daiachi con il Rattan

Il corsetto è in uso fin dall'antichità: lo indossavano ad esempio le donne della civiltà minoica e dalle raffigurazioni pervenuteci si suppone che il vitino da vespa fosse idealizzato presso gli antichi cretesi. Le donne indossavano un'ampia gonna e un corpetto a maniche corte che lasciava il seno completamente scoperto, enfatizzandolo. Anche la donna micenea indossava un abbigliamento molto simile a quello della donna minoica, poiché ereditato da quest'ultima, con lievi differenze, tra cui un corpetto meno scollato, cui presto però preferì una lunga tunica.
Presso i Daiachi del Borneo è in uso un corsetto, indossato dalle donne del popolo asiatico, che prende il nome di Rattan.

### XVI e XVII secolo
Caterina de' Medici in Francia, nel 1500, utilizzò per prima il corsetto che fu adottato anche dalle dame della corte francese: era stretto, di forma allungata e si portava sotto i vestiti.
L'uso diffuso del busto fu contemporaneo alla moda spagnola, arrivata in Italia dopo le conquiste di Carlo V, che cambiò radicalmente il più libero costume rinascimentale, creando una figura femminile rigida e ieratica. Al busto era solitamente associata una sottogonna, detta verdugale o guardinfante che dava alla sottana una forma conica o cilindrica. I busti in ferro sparirono molto presto, a causa della loro dolorosa scomodità, e furono sostituiti da stecche di balena o di vimini, infilate direttamente in un bustino di tessuto, oppure nel busto stesso della veste.

### XVIII secolo
I primi busti che comparvero al principio del XVIII secolo erano corsetti in metallo con una lunga punta sul davanti, chiusi sulla schiena con una molla o una chiave. Uno di questi è conservato a Parigi al Musée de Cluny. Durante il Settecento il busto fu un indumento molto scollato e attillatissimo in vita, associato fino al 1770 circa dal panier, una sorta di cesto ovale molto largo e stretto che costringeva le donne a passare trasversalmente dalle porte, camminando come gamberi.
Dopo l'illuminismo, che affermava la necessità di un corpo più libero, agile e naturale, e con la rivoluzione francese, il busto conobbe circa un trentennio di eclisse. Ma già attorno al 1830 ricomparve per durare tutto il secolo e parte del Novecento. Si riteneva che il busto fosse necessario per sorreggere la colonna vertebrale della donna, per sua natura più fragile dell'uomo. L'utilizzo cominciava in tenera età.

### XIX secolo

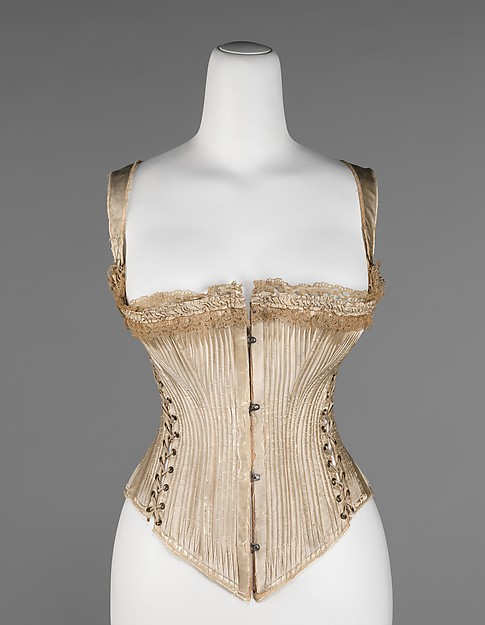
Corsetto del 1876

"Il busto" scriveva Thorstein Veblen, che fu il massimo ritrattista della classe agiata "è sostanzialmente uno strumento di mutilazione al fine di ridurre la vitalità del soggetto e di renderla evidentemente inadatta al lavoro. Certo esso menoma le attrattive personali di chi le porta, ma la perdita subita in questo senso è compensata dall'evidente accrescimento del suo valore di mercato". Durante tutto il 1800 massima ambizione della donna fu avere il vitino di vespa, ossia una circonferenza che non superasse i 40 centimetri, in contrasto con la larghezza della gonna. La difficoltà di indossare simili corsetti fu superata con l'invenzione dell'allacciatura "alla pigra", che comportava una serie di lacci variamente incrociati che non necessitavano dell'aiuto di alcuno. L'uso del busto poteva comportare anche tragedie, come quella riferita da un giornale parigino nel 1850 in cui si dichiarava che una giovane donna, morta durante un ballo, aveva indossato un corsetto talmente stretto che le costole avevano perforato il fegato". Alla fine dell'Ottocento il busto si allungò oltre la vita stringendo anche una parte dei fianchi. La sua conformazione anatomica dava alla figura di profilo una linea ad "esse" che spingeva il petto molto in alto e inarcava i reni indietro. Così il periodo che in Italia conosciamo come Liberty consegnava la donna al nuovo secolo, che si apriva con grande euforia, ma con molte contraddizioni. Questo accessorio costringeva tutti gli organi interni, serrandoli e deformando il fisico, causando anche disturbi digestivi e svenimenti. Le dame eleganti dovevano avere un busto adatto ad ogni capo del guardaroba, con trine, nastri e tessuti pregiati. Se si pensa che la moda ottocentesca prevedeva per la donna un vestito per ogni occasione (da casa, da giardino, da visita, da carrozza, da passeggiata, da viaggio ecc.) si può immaginare la dovizia di busti che doveva comprendere un guardaroba elegante. Nemmeno lo sport, che cominciava ad essere praticato da uomini e donne alla fine del secolo, risparmiava il corpo dal busto, anche se con fianchi elastici e corsetti privi di stecche.
Nei corsetti usati nel Settecento e Ottocento ci si serviva di dozzine di stecche, particolarmente elastiche, ricavate dai fanoni delle balene rifiniti in modo da non danneggiare la stoffa. La sorte delle balene cambiò in meglio quando a causa della costruzione di corsetti senza stecche non fu più necessario dare una caccia intensiva a questi grandi animali marini.
In generale il busto era un accessorio esclusivamente femminile. Tuttavia durante il 1800 fu indossato anche dagli uomini europei. I primi che cominciarono furono i militari, i quali indossavano un bustino sotto l'uniforme che li aiutava durante le faticose marce. Attorno al 1820, accompagnando la moda femminile della linea a clessidra, anche l'uomo costrinse la vita sotto alla camicia. Il busto maschile aveva un fascino naturalmente associato alla giovinezza e non richiamava certo alla mente l'immagine di panciuti generali che conducono una guerra bene al sicuro a qualche centinaio di chilometri dal fronte". Si trattava di un bustino indossato per lo più dai dandies per avere una figura elegante e sottile. Tuttavia, ancora nel 1903, sullo Springfield Repubblican leggiamo: "La mania dei busti è cominciata coi militari, i quali nei loro circoli discutono sui rispettivi busti con la stessa gravità con cui al National Library Club si discute una nuova legge sull'istruzione".

### XX secolo

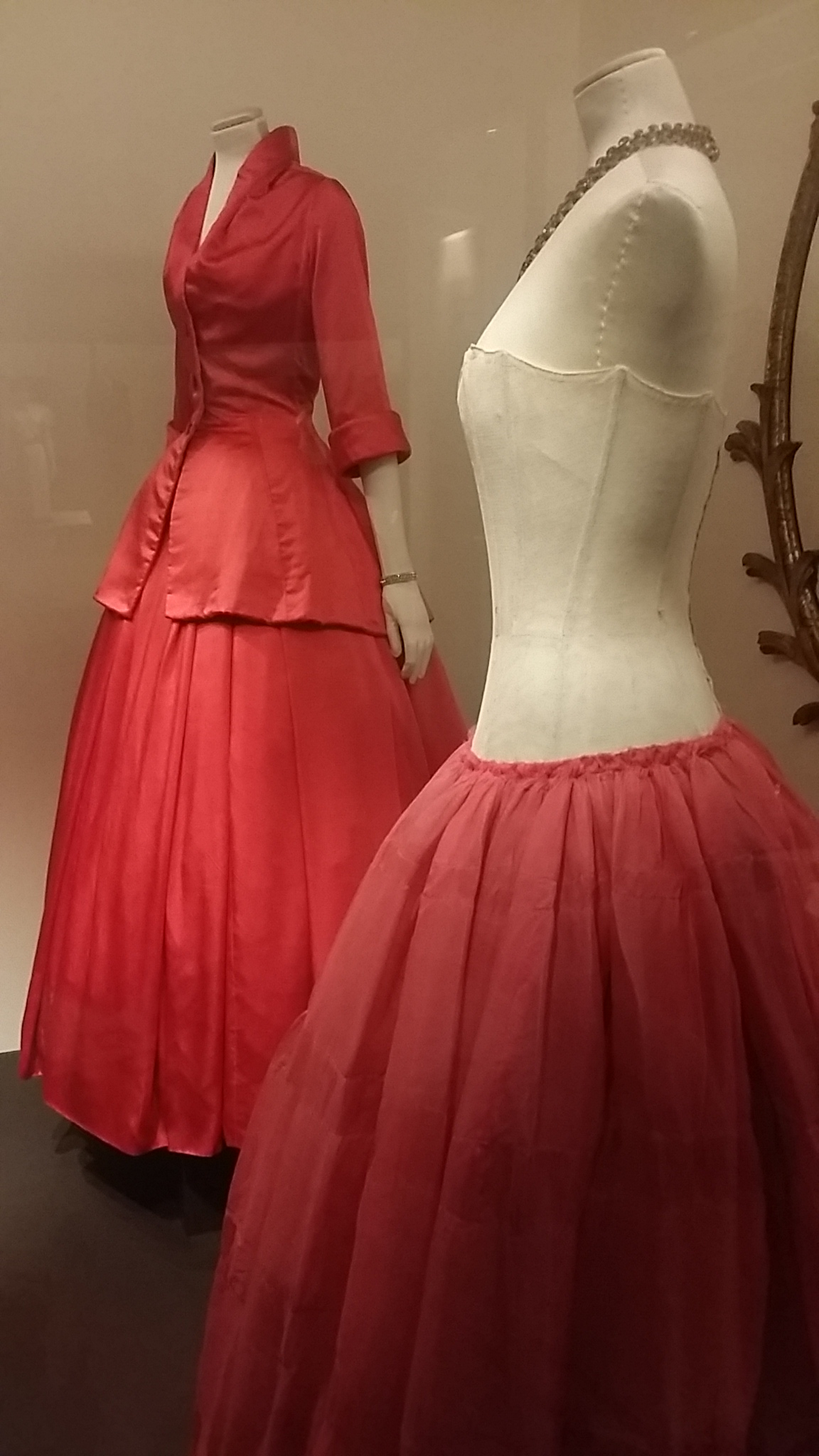
Abito con corsetto di Christian Dior del 1954

L'abolizione dei corsetti fu uno degli argomenti per la liberazione anche fisica della donna sostenuto dai movimenti femministi. L'attivista americana Elizabeth Stuart Phelps incitava le donne a dare fuoco ai loro corsetti: "Fate un falò delle crudeli stecche d’acciaio che per così tanti anni hanno tiranneggiato sul vostro torace e addome. E tirate un sospiro di sollievo per la vostra emancipazione che, ve lo posso assicurare, inizia da questo momento".
Attorno al 1910, un grande innovatore della moda, Paul Poiret decise di rivoluzionare il campo sartoriale abolendo decisamente il busto e inventando una linea stile impero, con la vita alta e la gonna stretta e lunga. Dopo molte polemiche le donne si adattarono a questo modo di vestire semplice e pratico, iniziando a far scomparire l'utilizzo del busto. 
Dopo la Prima Guerra Mondiale,  le guaine elastiche, i reggiseni in cotone e i reggicalze soppiantato il busto, scomodo e poco pratico; fra le maggiori promotrici della moda svincolata ci sono Madeleine Vionnet e Coco Chanel, che libera le donne dall’abbigliamento costrittivo della Belle Époque, con vestiti dalle linee dinamiche e i tessuti semplici, pensati per un corpo in grado di poter fare di tutto.
Dopo la fine della seconda guerra mondiale, Christian Dior lanciò il suo New Look che si ispirava ad una femminilità sofisticata ed elegante, con la gonna larghissima, le spalle tonde e la vita sottile. Per costruire i suoi abiti Dior usava imbottiture e telette rigide, ma stringeva la vita con la guêpière (parola che deriva dal francese guêpe, vespa). Non si trattava del ritorno al busto delle bisnonne, ma l'accessorio non era certo comodo, soprattutto per la donna che ormai si era lanciata sul mercato del lavoro. Infatti il new look ebbe vita breve, anche per la morte del suo creatore. 
Negli anni cinquanta, irruppero in Europa le disinvolte mode americane che si ispiravano agli abiti sportivi dei giovani studenti. Balli come il rock and roll non potevano essere adeguati a una vita costretta dal busto, che infatti scomparve definitivamente, sostituito nel suo valore funzionale dalla guaina e dal modellatore (o body), indumenti ugualmente destinati alla modellazione delle curve della figura femminile e al contenimento delle forme, in particolare di quelle più generose, ma certamente meno scomodi da indossare e meno dannosi per la donna che li porta.
Durante gli i primi anni novanta, alcuni stilisti hanno trasformato i busti in abiti. Dolce & Gabbana creò per la cantante Madonna un look trasandato e dotato di una forte carica di erotismo lanciando la biancheria intima da indossare a vista, con corsetti ricamati e reggiseni a punta creati da Jean-Paul Gaultier, corredati da stivali neri coi lacci dando l'impressione di infrangere cliché.

### XXI secolo
Nel XXI secolo l'uso del corsetto è assai limitato. Il suo utilizzo è per lo più relegato alle esibizioni di burlesque e ai giochi feticisti.

## Applicazioni mediche

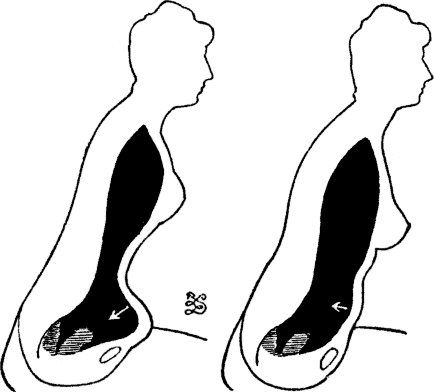
Illustrazione New York Medical Journal del 1887 che evidenzia le deformazioni causate dal corsetto

I medici avevano idee poco chiare sulla funzione del busto. C'era chi lo deplorava apertamente e chi tentava di brevettare busti medicamentosi. Intorno al 1880 un certo dottor Scott lanciò sul mercato un busto elettrico, infrangibile, garantendo che avrebbe curato la paralisi, i reumatismi, i disturbi della colonna vertebrale, la dispepsia, i guai della circolazione, la debolezza nervosa, ecc. La pubblicità suggeriva corsetti antiruggine per i primi bagni.

## Corsetto ed erotismo
La vita sottile è sempre stata importante nella storia dell'attrazione erotica, in parte perché è una caratteristica tipicamente adolescenziale, e quindi è collegata con la verginità. Tuttavia la vita sottile dà anche idea di fragilità e di sottomissione della donna al suo uomo, o meglio a tutti gli uomini che la osservano in quella condizione. Fin dall'epoca greca si riteneva infatti che la colonna vertebrale non potesse reggersi se non con un'accurata fasciatura, e sappiamo che fino al XX secolo nelle campagne italiane i neonati erano avvolti in bende strette, per raddrizzare la schiena e le gambe. Il bustino, in pelle o tessuto, rosso o nero, fa ancora parte del guardaroba destinato a pratiche sadomaso.